# Cratere Vard
Vard  è un cratere sulla superficie di Venere.